# Manifest literacki
Manifest literacki – publikacja prezentująca założenia programowe jakiegoś kierunku, grupy literackiej, nawet pojedynczego pisarza, specyficzna forma publicystyki literackiej. Tego typu wystąpienie, w czasopiśmie lub jako samodzielny druk, jest adresowane do czytającej publiczności i stanowi teoretyczne uzasadnienie wybranej praktyki literackiej. Z reguły równocześnie dokonuje krytycznej oceny zastanego stanu rzeczy, tradycji, deprecjonuje twórczość poprzedników, zapowiada zwycięstwo nowych idei.